# Mistrzostwa Europy w Lekkoatletyce 2012 – trójskok mężczyzn
Trójskok mężczyzn – jedna z konkurencji rozegranych podczas lekkoatletycznych mistrzostw Europy na Helsingin Olympiastadion w Helsinkach.

## Terminarz
| Data       | Godzina |            |
| ---------- | ------- | ---------- |
| 28 czerwca | 12:20   | Eliminacje |
| 30 czerwca | 19:05   | Finał      |

## Przebieg zawodów

### Eliminacje
| Poz. | Grupa | Zawodnik           | Reprezentacja   | #1    | #2    | #3    | Rezultat | Uwagi |
| ---- | ----- | ------------------ | --------------- | ----- | ----- | ----- | -------- | ----- |
| 1    | A     | Fabrizio Donato    | Włochy          | 17.17 |       |       | 17.17    | Q     |
| 2    | B     | Karol Hoffmann     | Polska          | 17.09 |       |       | 17.09    | Q, PB |
| 3    | B     | Alaksiej Capik     | Białoruś        | x     | 16.95 |       | 16.95    | Q     |
| 4    | A     | Sheryf El-Sheryf   | Ukraina         | 16.91 |       |       | 16.91    | Q     |
| 5    | B     | Momcził Karailiew  | Bułgaria        | 16.73 | 16.50 | –     | 16.73    | q     |
| 6    | A     | Yochai Halevi      | Izrael          | 16.67 | 16.13 | 16.53 | 16.67    | q     |
| 7    | B     | Fabrizio Schembri  | Włochy          | 16.49 | 16.58 | 16.29 | 16.58    | q     |
| 8    | B     | Złatozar Atanasow  | Bułgaria        | x     | 15.98 | 16.58 | 16.58    | q     |
| 9    | B     | Andreas Pohle      | Niemcy          | x     | 14.15 | 16.54 | 16.54    | q     |
| 10   | A     | Dimitris Tsiamis   | Grecja          | 16.55 | 15.75 | x     | 16.55    | q     |
| 11   | A     | Dzmitryj Płatnicki | Białoruś        | 15.70 | 16.47 | x     | 16.47    | q     |
| 12   | B     | Aleksiej Fiodorow  | Rosja           | 14.93 | x     | 16.43 | 16.43    | q     |
| 13   | B     | Fabian Florant     | Holandia        | x     | x     | 16.35 | 16.35    | SB    |
| 14   | B     | Aleksi Tammentie   | Finlandia       | 16.23 | 16.32 | 16.15 | 16.32    | PB    |
| 15   | A     | Larry Achike       | Wielka Brytania | 15.77 | 16.25 | 16.13 | 16.25    |       |
| 16   | A     | Lisvany Pérez      | Hiszpania       | 15.79 | 16.24 | 16.12 | 16.24    |       |
| 17   | A     | Zacharias Arnos    | Cypr            | 16.23 | 16.02 | 16.02 | 16.23    |       |
| 18   | A     | Karl Taillepierre  | Francja         | 15.10 | 15.55 | 16.20 | 16.20    |       |
| 19   | A     | Marian Oprea       | Rumunia         | 16.17 | x     | x     | 16.17    |       |
| 20   | B     | Igor Sjunin        | Estonia         | 16.12 | x     | 16.24 | 16.24    |       |
| 21   | A     | Anders Møller      | Dania           | 15.98 | 13.23 | 15.60 | 15.98    | SB    |
| 22   | B     | Marcos Caldeira    | Portugalia      | 15.95 | x     | x     | 15.95    |       |
| 23   | B     | Daniele Greco      | Włochy          | 15.90 | x     | x     | 15.90    |       |
| 24   | A     | Rusłan Samitow     | Rosja           | 15.40 | 15.86 | 16.32 | 16.32    |       |
| 25   | A     | Rumen Dimitrow     | Bułgaria        | x     | 15.12 | 15.60 | 15.60    |       |
| 26   | B     | Vicente Docavo     | Hiszpania       | x     | x     | 14.28 | 14.28    |       |
|      | A     | Mantas Dilys       | Litwa           | x     | x     | x     | NM       |       |

### Finał
| Poz. | Zawodnik           | Reprezentacja | 1     | 2     | 3     | 4     | 5     | 6     | Rezultat | Uwagi |
| ---- | ------------------ | ------------- | ----- | ----- | ----- | ----- | ----- | ----- | -------- | ----- |
|      | Fabrizio Donato    | Włochy        | 17,63 | 17,53 | 17,49 | 17,17 | –     | 16,08 | 17,63    | =EL   |
|      | Sheryf El-Sheryf   | Ukraina       | 17,28 | 16,99 | 16,94 | 16,57 | –     | –     | 17,28    |       |
|      | Alaksiej Capik     | Białoruś      | 16,18 | 16,97 | x     | 15,38 | 16,65 | 16,83 | 16,97    |       |
| 4    | Aleksiej Fiodorow  | Rosja         | x     | 16,83 | x     | 16,72 | 16,68 | 16,79 | 16,83    | SB    |
| 5    | Momcził Karailiew  | Bułgaria      | x     | 16,77 | 16,68 | 16,61 | x     | x     | 16,77    |       |
| 6    | Karol Hoffmann     | Polska        | 16,74 | 16,06 | x     | 16,71 | x     | 16,47 | 16,74    |       |
| 7    | Dzmitryj Płatnicki | Białoruś      | x     | x     | 16,56 | x     | 16,68 | 16,50 | 16,68    |       |
| 8    | Yochai Halevi      | Izrael        | 16,24 | 16,25 | 16,62 | 16,19 | 16,62 | 16,67 | 16,67    |       |
| 9    | Dimitris Tsiamis   | Grecja        | 16,52 | 16,19 | 16,44 |       |       |       | 16,52    |       |
| 10   | Fabrizio Schembri  | Włochy        | 16,34 | x     | 16,40 |       |       |       | 16,40    |       |
| 11   | Złatozar Atanasow  | Bułgaria      | 15,74 | 16,03 | 16,39 |       |       |       | 16,39    |       |
| 12   | Andreas Pohle      | Niemcy        | x     | x     | 16,34 |       |       |       | 16,34    |       |